# 張衡礦
張衡礦（英語：Zhanghengite），亦稱方鋅銅礦，是主要由銅、鋅組成的天然礦物，並含有微量的鐵、鋁、鉻、鎳。首次發現於亳縣隕石。該隕石在1977年10月20日下午2時30分墜落於安徽亳縣張沃公社吝子門大隊。鑒定後發現新礦物，為紀念中國古代天文學家張衡而命名張衡礦。1985年12月8日經國際礦物學協會新礦物和礦物命名委員會投票通過，批准為新礦物。:767, 769:170
張衡礦的共生與伴生礦物有橄欖石、單斜輝石、斜方輝石、斜長石、正長石、白磷鈣礦、石英、黑雲母、白雲母、方解石、剛玉、隕硫鐵、鐵紋石、鎳紋石、鉻鐵礦、鈦鐵礦、亞鐵尖晶石、瓦茲利石、鎳黃鐵礦、石墨、方鐵礦、自然銅、磁鐵礦等。在銅鋅合金的人工合成平衡相圖中，按銅、鋅含量分為α、β、γ、δ、ε、η6個相，其中張衡礦類似β相；地球與月岩發現的含鋅自然銅則類似α相。按合金相圖判斷，由於張衡礦屬無序結構，推測形成溫度在460℃以上，且為快速冷卻，相當於高溫淬火條件下結晶。:768-769:170-171